# Jean-François Dauven
Jean-François Dauven, né le 14 mai 1978 à Bruxelles, est un écrivain belge de langue française. Ses deux premiers romans, publiés en 2006 et 2007, se situent dans la ville imaginaire de Portosera. Très bien accueillis par la critique, tant dans la presse française (Le Magazine littéraire, Le Magazine des Livres, Marianne (revue), Le Figaro littéraire, Le Nouvel Observateur, Marie Claire, France Culture, France Inter, LCI, etc.) que dans la presse belge (Le Soir, Vers l'Avenir, Le Vif/L'Express, La Libre Belgique Match, Arte Belgique, Culture Club, ...) et québécoise (Planète Québec), ils ont connu beaucoup de succès auprès du public. Il travaille comme éditeur dans une grande maison d'édition parisienne. "Le manuscrit de Portosera-la-rouge" et "Le soliste" sont disponibles aux éditions "J'ai Lu". Son troisième roman, "Ceux qui marchent dans les villes", est paru chez Flammarion en février 2009.